# Die schöne Lili
Die schöne Lili (Originaltitel: La Reine blanche) ist ein französisches Filmdrama mit Catherine Deneuve und Richard Bohringer aus dem Jahr 1991.

## Handlung
In Trentemoult, einem kleinen französischen Hafenort bei Nantes, lebt Hausfrau Liliane während der 1960er Jahre glücklich mit vier Kindern, ihrem Vater Lucien und ihrem Ehemann Jean, der als Klempner sein Geld verdient. Dessen Badinstallationen sind bei der aufstrebenden Mittelklasse sehr gefragt. Seine Freizeit verbringt er am liebsten damit, zusammen mit seinem Schwiegervater für den alljährlichen Karnevalsumzug einen Wagen zu bauen, während Liliane die Rolle der Hausfrau genügt. Die Familienidylle wird jäh getrübt, als nach zwanzig Jahren Jeans Jugendfreund Yvon aus Guadeloupe mit seiner schwarzen Frau Annabelle und drei Kindern in die Provinzstadt zurückkehrt. Yvon hatte mit Jean einst um die Gunst der schönen Liliane gekämpft. Doch nachdem er sie für sich erobert hatte, ließ er sie ohne Erklärung sitzen und verließ Frankreich. Daraufhin entschied sich Liliane, die man bei einem Schönheitswettbewerb zur „Weißen Königin“ gekürt hatte, für Jean. 
Durch Yvons plötzliches Auftauchen fühlt sich Liliane zwischen den beiden Männern hin- und hergerissen. Auch Jean spürt, dass Liliane unruhig geworden ist, wodurch er die Erkenntnis gewinnt, nur die zweite Wahl für seine noch immer begehrenswerte Frau gewesen zu sein. Während sich die beiden Eheleute zunehmend entfremden, kommt es zwischen Jean und Yvon zu immer heftigeren Spannungen. Ihre beiden Töchter, die im gleichen Alter sind, freunden sich hingegen an. Der ehrgeizige Jean hofft, dass seine Tochter Annie wie ihre Mutter den örtlichen Schönheitswettbewerb gewinnt und er sie stolz auf seinem Karnevalswagen präsentieren kann. Doch Yvon baut ebenfalls einen Wagen und lässt seine Tochter Mireille am Schönheitswettbewerb teilnehmen. Trotz ihrer schwarzen Hautfarbe, für die sie und ihre beiden Brüder zunächst verspottet wurden, wird Mireille schließlich zur Schönheitskönigin gekürt. Für Jean bedeutet ihr Sieg eine persönliche Niederlage. Enttäuscht packt er seine Sachen und entschließt sich – wie einst Yvon –, Frankreich zu verlassen.
Wie sich herausstellt, hatte sich einst Lilianes Vater Lucien in das Liebesleben seiner Tochter eingemischt, weil er gegen eine eheliche Verbindung mit dem wankelmütigen Yvon gewesen war und den ernsteren Jean bevorzugt hatte. Im Einverständnis mit Lilianes Mutter habe er einst Yvons Spielschulden beglichen. Yvon habe sich im Gegenzug bereit erklärt, Liliane zu verlassen. Als Liliane dies erfährt, fühlt sie sich um das Leben betrogen, von dem sie einst geträumt hatte. Sie entschließt sich jedoch, nachdem sie Annie die Verantwortung für den Haushalt übertragen hat, ihrem Ehemann Jean hinterherzureisen und ihn bei seinem ersten Halt abzupassen.

## Hintergrund

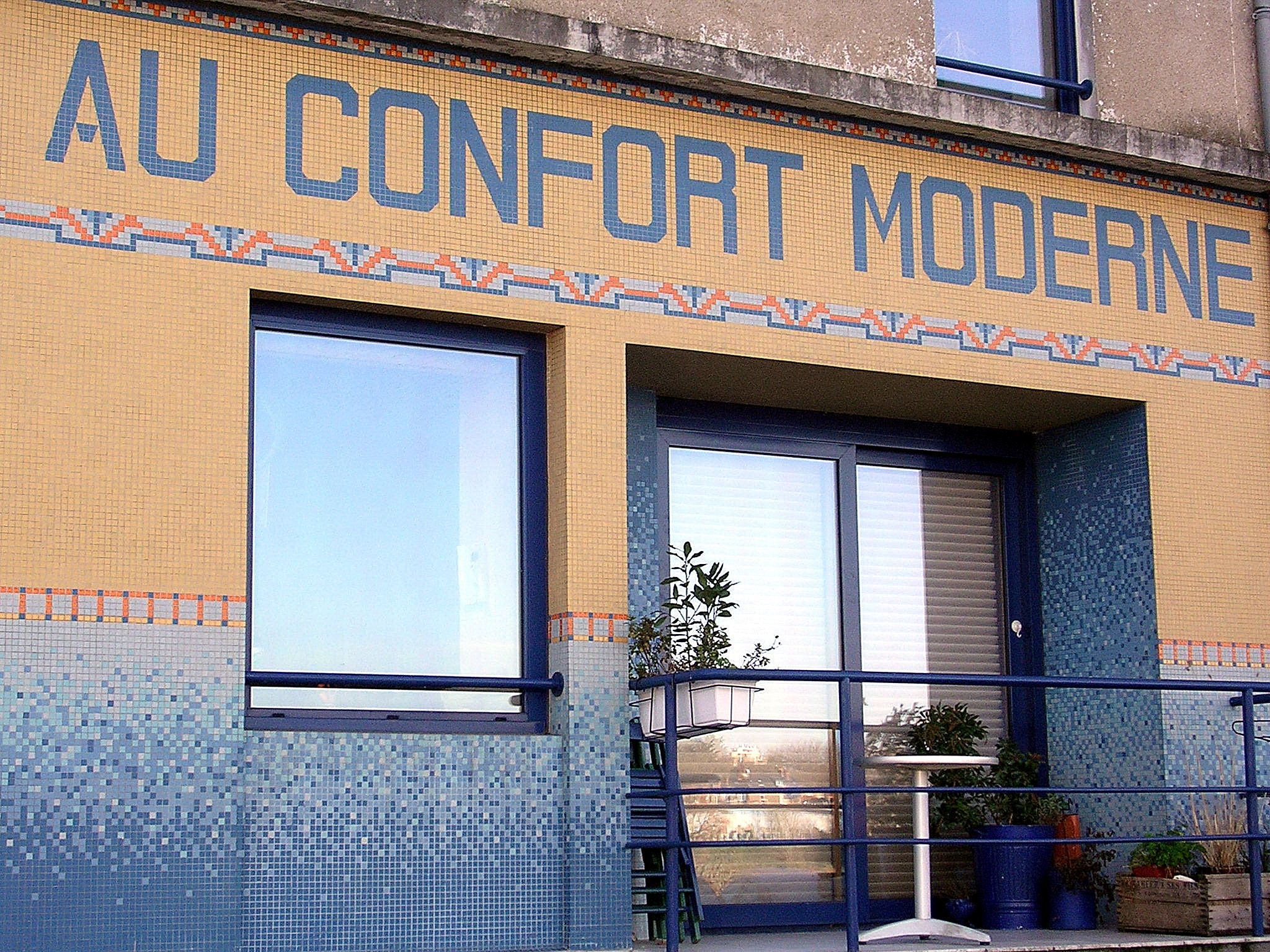
Ein Drehort des Films in Trentemoult

Die Dreharbeiten fanden im westfranzösischen Nantes statt. Die Hauptdarsteller Catherine Deneuve und Richard Bohringer hatten bereits 1987 für den Film Agent Trouble – Mord aus Versehen gemeinsam vor der Kamera gestanden.
Die schöne Lili wurde am 8. Mai 1991 in Frankreich uraufgeführt. Die deutsche Erstaufführung war am 13. August 1992.

## Kritiken
Für das Lexikon des internationalen Films war Die schöne Lili eine „[a]us dem Blickwinkel eines Kindes unspektakulär und einfühlsam entwickelte, hervorragend gespielte Familiengeschichte, die mit behutsamen melodramatischen Akzenten von Liebe und drohender Entfremdung sowie von der Kraft großer und kleiner Empfindungen erzählt“. Cinema zufolge habe Regisseur Jean-Loup Hubert „mit sanfter Melancholie diese charmante Dreiecksgeschichte [inszeniert]“. Der Film sei „[g]enau wie die Deneuve: einfach schön“. Prisma bezeichnete den Film als „stimmige und exzellent gespielte Familiengeschichte, die liebevoll das ländliche Milieu der 60er Jahre beschreibt“.

## Deutsche Fassung
Die deutsche Synchronfassung entstand bei der Magma Synchron in Berlin nach dem Dialogbuch und unter der Dialogregie von Joachim Kunzendorf.
| Rolle            | Darsteller        | Synchronsprecher |
| ---------------- | ----------------- | ---------------- |
| Liliane Ripoche  | Catherine Deneuve | Helga Trümper    |
| Jean Ripoche     | Richard Bohringer | Kurt Goldstein   |
| Yvon Legualoudec | Bernard Giraudeau | Stephan Schwartz |
| Lucien           | Jean Carmet       | Mogens von Gadow |
| Annabelle        | Laure Moutoussamy | Eva Kryll        |
| Annie            | Isabelle Carré    | Katja Primel     |
| Mireille         | Muriel Pultar     | Uschi Hugo       |
| Nicolas          | Antoine Hubert    | David Conen      |
| Milou            | Julien Hubert     | Julius Jellinek  |
| Boulou           | Loïc Rutkowski    | Roman Plümicke   |
| Jérémie          | Cyril Régis       | Timo Plümicke    |